# Czarnówko (województwo zachodniopomorskie)
Czarnówko (niem. Klein Zarnow) – osada w Polsce położona w województwie zachodniopomorskim, w powiecie gryfińskim, w gminie Widuchowa.
31 grudnia 2008 r. wieś miała 137 mieszkańców.
W latach 1975–1998 miejscowość administracyjnie należała do województwa szczecińskiego.